# Nanotub de nitrur de gal·li

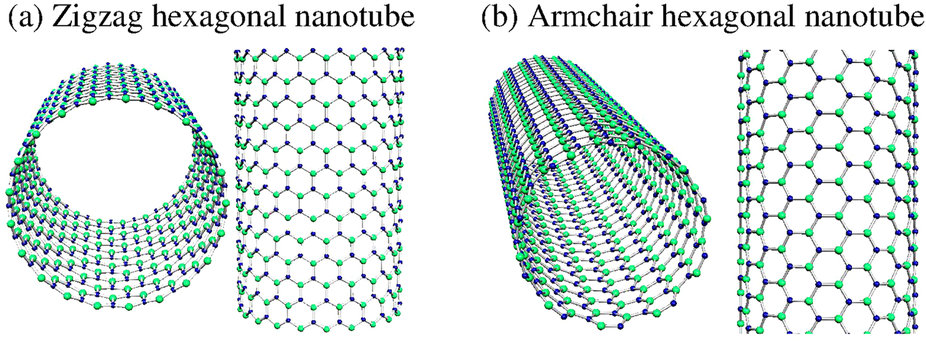
Nanotubes GaN del tipus Zigzag i butaca.

Els nanotubs de nitrur de gal·li (GaNNTs) són nanotubs (estructures tubulars de dimensions nanomètriques) de nitrur de gal·li. Es poden cultivar per deposició química de vapor (diàmetres de 30-250 nm).

## Història
Peidong Yang i el seu equip d'investigació al Departament de Química de la Universitat de Berkeley van informar per primera vegada que els nanotubs de nitrur de gal·li van ser sintetitzats el 10 d'abril de 2003. La síntesi es va aconseguir creant inicialment nanofils a partir de cristalls purs d'òxid de zinc sobre una oblia de safir mitjançant un procés que Yang i els seus col·legues van crear prèviament anomenat fosa epitaxial. Aquests nanocables d'òxid de zinc es van utilitzar llavors com a plantilles sobre les quals es van fer créixer cristalls de nitrur de gal·li per deposició química de vapor. Un cop formats els cristalls de nitrur de gal·li, es va aplicar calor a l'oblia de safir per permetre la vaporització dels nuclis de nanofils d'òxid de zinc. Això va deixar enrere nanotubs buits de nitrur de gal·li, ja que el nitrur de gal·li és un material molt més estable tèrmicament en comparació amb l'òxid de zinc. Els nanotubs de nitrur de gal·li resultants eren uniformes en longituds de 2-5 μm i 30-200 nm de diàmetre.

## Estructura i propietats dels nanotubs de nitrur de gal·li
Els GaNNT són una forma de material unidimensional anàloga als nanotubs de carboni molt més coneguts. L'anàlisi experimental i teòric de GaNNTs ha demostrat que aquests nanotubs es poden construir amb un diàmetre de 30-250 nm i un gruix de paret de 5-100 nm. Els GaNNT també es diferencien per la forma en què els tubs estan "enrotllats". Els rotlles es classifiquen segons com es doblega l'estructura molecular i utilitzen un format (n, m) per determinar com es va doblegar el tub en forma. Les dues formacions més habituals són el zig-zag, que té un revolt (n, 0), i la butaca, que té un revolt (n, n). Tant la mida dels nanotubs com el rodatge del nanotub tenen un paper important en les propietats de qualsevol GaNNT donat.
La bretxa de banda dels GaNNT depèn tant del rodatge com de la mida d'un nanotub concret. Es va trobar que un GaNNT en zig-zag tindria un buit de banda directa, mentre que un GaNNT de butaca tindria un interval de banda indirecte.